# Seriphidium minchunense
Seriphidium minchunense là một loài thực vật có hoa trong họ Cúc. Loài này được Y.R.Ling miêu tả khoa học đầu tiên năm 1985.